# マリー橋

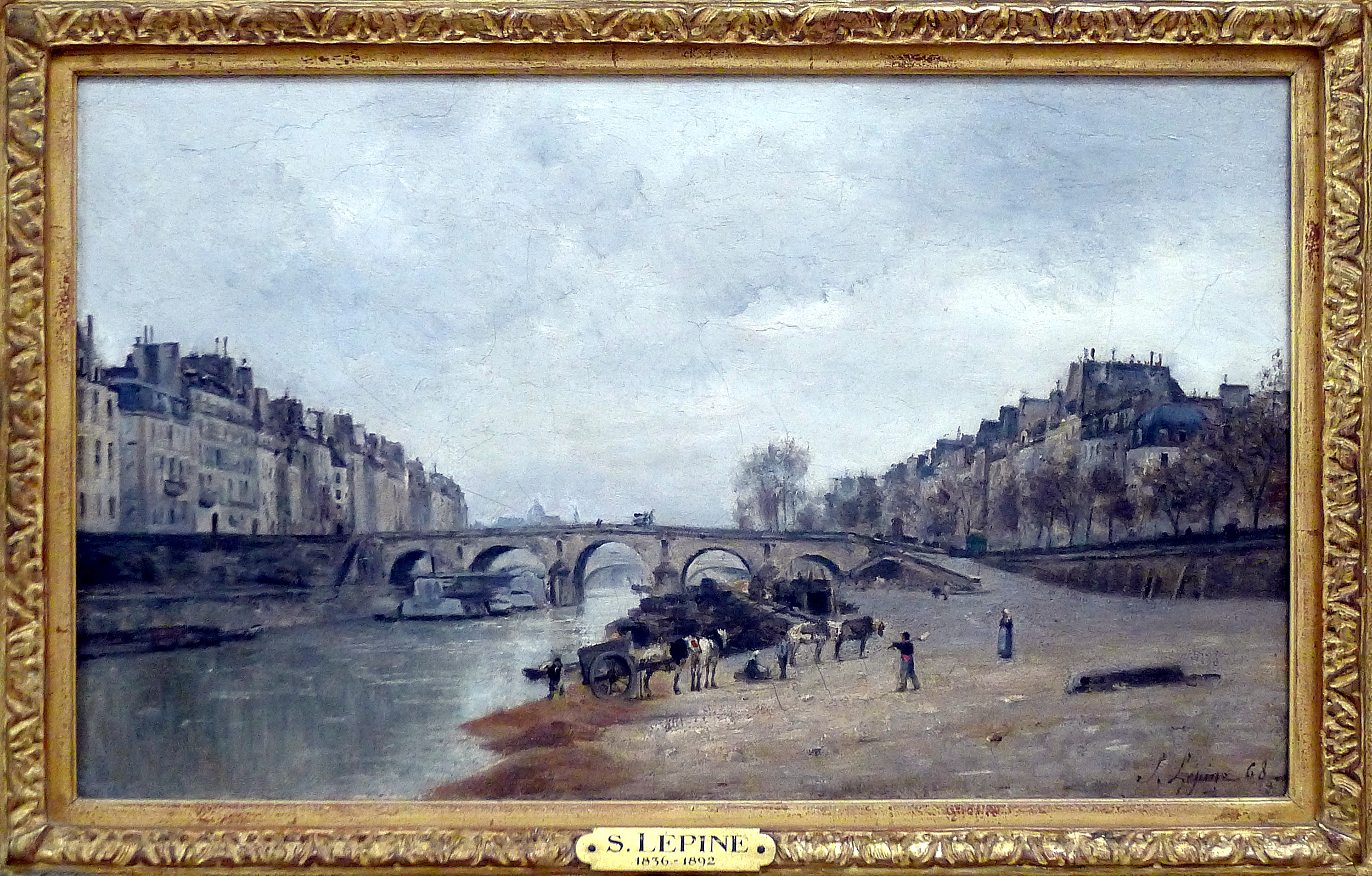
Quais des Célestins, avec le pont Marie　（訳例：『セレスタン河岸とマリー橋』）（スタニスラス・レピーヌ筆、1868年。オルセー美術館所蔵。

マリー橋（仏 : Pont Marie）はフランス・パリのセーヌ川に架かる橋（アーチ橋）である。パリ4区内のサン＝ルイ島とオテル・ド・ヴィル通り（市庁舎通り）を結んでいる。1635年に完成したパリで最も古い橋の一つで、1887年2月10日、フランス歴史的記念物に指定された。

## 歴史
サン・ルイ島の開発のため、1614年に着工され1635年に完成。名前は開発を手がけたクリストフ・マリーから取られた。開通後しばらくしてクロード・デュブレの設計による住居50棟が橋の上に建築されたが、1769年に橋梁上の住居が禁止されたのち1786年に取り壊された。
1658年にセーヌ川の洪水により南側にあった2つの橋が押し流されており、1660年に代替となる木橋が架けられたが、石造橋の架橋はジャン＝バティスト・コルベール出現後の1667年まで待たなければならなかった。

## 特徴
- 諸元
  - 全長：約92m（両端の橋台基準）
  - 橋桁部分の幅：22.60m
  - 車道の幅：14.60m
  - 歩道の幅：4m
- 橋脚・橋台ともに組積造。アーチの径間は14〜18mの間で異なる
- 橋脚に壁龕（へきがん。ニッチ）が造られており、その上に屋根状の装飾が施されている[3]
- マリー橋よりも下流側は、マリー橋を0キロメートル地点として計算する[3]
  - 上流側ではマルシリー＝シュル＝セーヌ（フランス語版）を基準とする

## 交通
- パリメトロ7号線 ポン・マリー駅下車

## 隣の橋
（上流）オステルリッツ橋－シュリー橋－マリー橋－ルイ・フィリップ橋－サン＝ルイ橋－アルコル橋（下流）